# Hontianske Tesáre
Hontianske Tesáre este o comună slovacă, aflată în districtul Krupina din regiunea Banská Bystrica. Localitatea se află la altitudinea de 162 m deasupra n.m., se întinde pe o suprafață de 33,11 km2 și în 2017 număra 922 de locuitori.

## Istoric
Localitatea Hontianske Tesáre este atestată documentar din 1279.

## Demografie
| An:                | 1994 | 2004   | 2014   | 2024   |
| ------------------ | ---- | ------ | ------ | ------ |
| Număr de persoane: | 818  | 899    | 940    | 868    |
| Diferență:         |      | +9,90% | +4,56% | −7,65% |

| An:                | 2023 | 2024   |
| ------------------ | ---- | ------ |
| Număr de persoane: | 871  | 868    |
| Diferență:         |      | −0,34% |